# D-tecnoLife
D-tecnoLife é o primeiro single da banda japonesa UVERworld, lançado em 6 julho de 2005 e incluído no álbum Timeless. A canção é tema de abertura do anime Bleach. O single chegou ao quarto lugar na Oricon Singles Chart e ficou na parada por 31 semanas.

## Faixas
| N.º            | Título                    | Duração |  |
| 1.             | "D-tecnoLife"             | 3:53    |  |
| 2.             | "Mixed-Up"                | 4:08    |  |
| 3.             | "AI TA Kokoro" (ai ta 心) | 3:31    |  |
| 4.             | "D-tecnoLife" (TV size)   | 3:31    |  |
| Duração total: | Duração total:            | 11:37   |  |